# 2. Frauen-Bundesliga 2016/17
Die Saison 2016/17 war die 13. Spielzeit der 2. Bundesliga im Frauenfußball. Die Saison begann am 28. August 2016 und endete mit dem letzten Spieltag am 21. Mai 2017. Die Relegationsspiele gegen den Abstieg waren für den 27./28. Mai und dem 3./4. Juni 2017 angesetzt. Die Meister der beiden Staffeln steigen in die Bundesliga auf, während die jeweils zwei letztplatzierten Mannschaften in die Regionalliga absteigen. Die beiden Drittletzten ermitteln in Hin- und Rückspiel den fünften Absteiger.
Im Norden schaffte Werder Bremen bereits am drittletzten Spieltag den direkten Wiederaufstieg. Im Süden sicherte sich die zweite Mannschaft der TSG 1899 Hoffenheim die Meisterschaft. Da diese nicht aufstiegsberechtigt ist rückt Vizemeister 1. FC Köln nach. Der SC Sand zog seine zweite Mannschaft aus der Liga zurück. Dadurch entfällt die Abstiegsrelegation der Drittletzten.

## Nord

### Abschlusstabelle
| Pl.               | Verein                    | Sp. | S  | U | N  | Tore    | Diff. | Punkte |
| ----------------- | ------------------------- | --- | -- | - | -- | ------- | ----- | ------ |
| 1.                | Werder Bremen (A)         | 22  | 19 | 2 | 1  | 096:190 | +77   | 59     |
| 2.                | VfL Wolfsburg II          | 22  | 17 | 3 | 2  | 076:160 | +60   | 54     |
| 3.                | BV Cloppenburg            | 22  | 16 | 2 | 4  | 066:280 | +38   | 50     |
| 4.                | FSV Gütersloh 2009        | 22  | 13 | 1 | 8  | 053:440 | +9    | 40     |
| 5.                | Arminia Bielefeld (N)     | 22  | 10 | 2 | 10 | 044:540 | −10   | 32     |
| 6.                | 1. FFC Turbine Potsdam II | 22  | 9  | 4 | 9  | 041:360 | +5    | 31     |
| 7.                | SV Meppen                 | 22  | 9  | 3 | 10 | 041:400 | +1    | 30     |
| 8.                | Blau-Weiß Hohen Neuendorf | 22  | 6  | 5 | 11 | 026:480 | −22   | 23     |
| 9.                | SV Henstedt-Ulzburg       | 22  | 7  | 1 | 14 | 043:550 | −12   | 22     |
| 10.               | Herforder SV              | 22  | 7  | 1 | 14 | 034:670 | −33   | 22     |
| 11.               | 1. FC Union Berlin (N)    | 22  | 6  | 0 | 16 | 027:600 | −33   | 18     |
| 12.               | Bramfelder SV (N)         | 22  | 1  | 0 | 21 | 018:980 | −80   | 03     |
| Stand: Saisonende |                           |     |    |   |    |         |       |        |

| (A) | Absteiger aus der Fußball-Bundesliga 2015/16    |
| (N) | Aufsteiger aus der Fußball-Regionalliga 2015/16 |

### Kreuztabelle
Die Kreuztabelle stellt die Ergebnisse aller Spiele dieser Saison dar. Die Heimmannschaft ist in der linken Spalte, die Gastmannschaft in der oberen Zeile aufgelistet.
| 2016/17 Nord              | 1. FC Union Berlin |     | Bramfelder SV | Werder Bremen | BV Cloppenburg | FSV Gütersloh 2009 | SV Henstedt-Ulzburg | Herforder SV | Blau-Weiß Hohen Neuendorf | SV Meppen | 1. FFC Turbine Potsdam II | VfL Wolfsburg II |
| ------------------------- | ------------------ | --- | ------------- | ------------- | -------------- | ------------------ | ------------------- | ------------ | ------------------------- | --------- | ------------------------- | ---------------- |
| 1. FC Union Berlin        |                    | 1:0 | 0:2           | 2:5           | 1:3            | 2:4                | 1:4                 | 3:1          | 1:0                       | 2:4       | 1:4                       | 0:3              |
| Arminia Bielefeld         | 3:2                |     | 2:0           | 2:4           | 0:4            | 1:3                | 3:2                 | 3:4          | 3:2                       | 3:2       | 4:4                       | 0:7              |
| Bramfelder SV             | 0:3                | 0:3 |               | 1:6           | 3:6            | 1:8                | 0:4                 | 1:3          | 1:3                       | 1:5       | 0:1                       | 0:4              |
| Werder Bremen             | 7:0                | 4:1 | 8:0           |               | 2:0            | 6:1                | 5:0                 | 9:1          | 2:2                       | 3:0       | 3:1                       | 3:1              |
| BV Cloppenburg            | 0:2                | 4:3 | 8:1           | 1:4           |                | 4:0                | 5:0                 | 3:1          | 3:0                       | 2:0       | 3:1                       | 1:5              |
| FSV Gütersloh 2009        | 2:1                | 2:3 | 4:1           | 1:5           | 0:3            |                    | 3:0                 | 3:0          | 3:1                       | 3:2       | 3:0                       | 0:0              |
| SV Henstedt-Ulzburg       | 4:0                | 2:4 | 7:0           | 0:2           | 0:5            | 4:6                |                     | 1:3          | 4:1                       | 1:4       | 0:3                       | 2:5              |
| Herforder SV              | 4:1                | 3:0 | 4:1           | 0:7           | 2:4            | 0:2                | 1:0                 |              | 1:2                       | 2:3       | 1:9                       | 1:4              |
| Blau-Weiß Hohen Neuendorf | 1:0                | 0:4 | 3:2           | 0:4           | 1:1            | 0:5                | 1:5                 | 3:0          |                           | 2:0       | 0:0                       | 0:2              |
| SV Meppen                 | 5:2                | 1:1 | 3:1           | 0:3           | 0:1            | 4:0                | 0:0                 | 1:0          | 2:2                       |           | 1:3                       | 1:2              |
| 1. FFC Turbine Potsdam II | 0:1                | 0:1 | 5:2           | 3:2           | 0:3            | 1:0                | 1:3                 | 2:2          | 1:1                       | 0:3       |                           | 1:0              |
| VfL Wolfsburg II          | 4:1                | 3:0 | 8:0           | 2:2           | 2:2            | 5:0                | 2:0                 | 5:0          | 4:1                       | 6:0       | 2:1                       |                  |

### Spielstätten
| Verein             | Stadion                | Kapazität |                           | Verein                      | Stadion | Kapazität |
| Herforder SV       | Ludwig-Jahn-Stadion    | 18.400    | Werder Bremen             | Weserstadion Platz 12       | 03.000  |           |
| SV Meppen          | Hänsch-Arena           | 16.500    | Bramfelder SV             | Stadion Ellernreihe         | 02.500  |           |
| VfL Wolfsburg II   | AOK Stadion            | 05.200    | 1. FFC Turbine Potsdam II | Sportforum in der Waldstadt | 02.000  |           |
| BV Cloppenburg     | TimePartner Arena      | 05.001    | Arminia Bielefeld         | Waldstadion Quelle          | 02.000  |           |
| FSV Gütersloh 2009 | Tönnies-Arena          | 03.562    | SV Henstedt-Ulzburg       | Stadion Schäferkampsweg     | 01.500  |           |
| 1. FC Union Berlin | Fritz-Lesch-Sportplatz | 03.000    | Blau-Weiß Hohen Neuendorf | Sportanlage Niederheide     | 01.000  |           |

### Torschützenliste
| Pl. | Nat.                                | Spieler                                        | Verein                                    | Tore |
| --- | ----------------------------------- | ---------------------------------------------- | ----------------------------------------- | ---- |
| 1   | Polen                               | Agnieszka Winczo                               | BV Cloppenburg                            | 25   |
| 2   | Polen                               | Agata Tarczyńska                               | VfL Wolfsburg II                          | 20   |
| 3   | Deutschland                         | Sarah Grünheid                                 | Arminia Bielefeld                         | 17   |
| 4   | Deutschland                         | Alina Witt                                     | SV Henstedt-Ulzburg                       | 16   |
| 5   | Deutschland Deutschland Deutschland | Giovanna Hoffmann Cindy König Stefanie Sanders | Werder Bremen Werder Bremen Werder Bremen | 14   |

## Süd

### Abschlusstabelle
| Pl.               | Verein                      | Sp. | S  | U | N  | Tore    | Diff. | Punkte |
| ----------------- | --------------------------- | --- | -- | - | -- | ------- | ----- | ------ |
| 1.                | TSG 1899 Hoffenheim II (M)  | 22  | 18 | 2 | 2  | 067:200 | +47   | 56     |
| 2.                | 1. FC Köln (A)              | 22  | 15 | 2 | 5  | 048:230 | +25   | 47     |
| 3.                | FSV Hessen Wetzlar          | 22  | 14 | 4 | 4  | 038:260 | +12   | 46     |
| 4.                | VfL Sindelfingen            | 22  | 13 | 1 | 8  | 045:310 | +14   | 40     |
| 5.                | FC Bayern München II        | 22  | 11 | 4 | 7  | 034:250 | +9    | 37     |
| 6.                | 1. FC Saarbrücken           | 22  | 9  | 2 | 11 | 036:350 | +1    | 29     |
| 7.                | 1. FFC Frankfurt II         | 22  | 7  | 5 | 10 | 032:410 | −9    | 26     |
| 8.                | TSV Schott Mainz            | 22  | 7  | 2 | 13 | 038:490 | −11   | 23     |
| 9.                | 1. FFC 08 Niederkirchen (N) | 22  | 7  | 2 | 13 | 023:420 | −19   | 23     |
| 10.               | SC Sand II (N)              | 22  | 5  | 4 | 13 | 027:460 | −19   | 19     |
| 11.               | SV 67 Weinberg              | 22  | 5  | 2 | 15 | 018:450 | −27   | 17     |
| 12.               | TSV Crailsheim              | 22  | 4  | 4 | 14 | 021:440 | −23   | 16     |
| Stand: Saisonende |                             |     |    |   |    |         |       |        |

| (M) | 2. Liga-Meister 2015/16                         |
| (A) | Absteiger aus der Fußball-Bundesliga 2015/16    |
| (N) | Aufsteiger aus der Fußball-Regionalliga 2015/16 |

### Kreuztabelle
Die Kreuztabelle stellt die Ergebnisse aller Spiele dieser Saison dar. Die Heimmannschaft ist in der linken Spalte, die Gastmannschaft in der oberen Zeile aufgelistet.
| 2016/17 Süd             | TSV Crailsheim | 1. FFC Frankfurt II | TSG 1899 Hoffenheim II | 1. FC Köln | TSV Schott Mainz | FC Bayern München II | 1. FFC 08 Niederkirchen | 1. FC Saarbrücken | SC Sand II | VfL Sindelfingen | SV 67 Weinberg | FSV Hessen Wetzlar |
| ----------------------- | -------------- | ------------------- | ---------------------- | ---------- | ---------------- | -------------------- | ----------------------- | ----------------- | ---------- | ---------------- | -------------- | ------------------ |
| TSV Crailsheim          |                | 1:1                 | 0:5                    | 0:2        | 2:1              | 0:4                  | 1:2                     | 4:0               | 1:4        | 0:1              | 0:0            | 1:2                |
| 1. FFC Frankfurt II     | 1:0            |                     | 1:1                    | 4:2        | 5:0              | 0:2 1                | 0:1                     | 4:1               | 5:1        | 1:2              | 2:0            | 2:1                |
| TSG 1899 Hoffenheim II  | 4:1            | 4:0                 |                        | 1:2        | 4:2              | 4:2                  | 1:0                     | 3:0               | 2:1        | 2:0              | 1:0            | 4:0                |
| 1. FC Köln              | 2:1            | 4:1                 | 2:1                    |            | 1:0              | 1:2                  | 3:0                     | 1:0               | 2:1        | 0:1              | 1:0            | 1:1                |
| TSV Schott Mainz        | 4:1            | 3:0                 | 2:5                    | 2:3        |                  | 2:2                  | 2:0                     | 2:3               | 3:2        | 1:0              | 4:1            | 2:0                |
| FC Bayern München II    | 2:0            | 0:0                 | 1:2                    | 0:4        | 2:1              |                      | 0:2                     | 3:1               | 0:1        | 3:1              | 4:0            | 1:1                |
| 1. FFC 08 Niederkirchen | 0:1            | 4:0                 | 2:7                    | 1:1        | 2:2              | 1:0                  |                         | 0:1               | 3:0        | 1:2              | 0:4            | 0:2                |
| 1. FC Saarbrücken       | 1:1            | 4:0                 | 1:4                    | 0:3        | 2:0              | 0:1                  | 4:0                     |                   | 5:0        | 1:2              | 2:0            | 1:3                |
| SC Sand II              | 1:1            | 1:1                 | 0:3                    | 0:5        | 3:0              | 0:0                  | 4:0                     | 1:5               |            | 0:3              | 3:0            | 1:1                |
| VfL Sindelfingen        | 2:0            | 5:1                 | 3:4                    | 4:2        | 4:2              | 1:3                  | 5:0                     | 1:1               | 2:1        |                  | 0:2            | 1:3                |
| SV 67 Weinberg          | 2:3            | 1:1                 | 0:5                    | 0:4        | 2:0              | 1:2                  | 0:4                     | 1:3               | 2:1        | 1:4              |                | 1:0                |
| FSV Hessen Wetzlar      | 3:2            | 3:2                 | 0:0                    | 3:2        | 5:3              | 2:0                  | 2:0                     | 1:0               | 2:1        | 2:1              | 1:0            |                    |

### Spielstätten
| Verein              | Stadion                | Kapazität |                         | Verein                    | Stadion | Kapazität |
| 1. FC Köln          | Südstadion             | 14.800    | SV 67 Weinberg          | Lindenhain-Stadion        | 04.000  |           |
| FSV Hessen Wetzlar  | Stadion Wetzlar        | 08.000    | TSV Schott Mainz        | Otto-Schott-Sportzentrum  | 03.000  |           |
| 1. FC Saarbrücken   | Stadion Kieselhumes    | 06.000    | FC Bayern München II    | Sportpark Aschheim        | 03.000  |           |
| 1. FFC Frankfurt II | Stadion am Brentanobad | 05.200    | TSG 1899 Hoffenheim II  | Ensinger Stadion St. Leon | 02.000  |           |
| VfL Sindelfingen    | Floschenstadion        | 05.000    | 1. FFC 08 Niederkirchen | Sportgelände Nachtweide   | 02.000  |           |
| TSV Crailsheim      | Schönebürgstadion      | 05.000    | SC Sand II              | Orsay-Stadion             | 02.000  |           |

### Torschützenliste
| Pl. | Nat.                    | Spieler                            | Verein                              | Tore |
| --- | ----------------------- | ---------------------------------- | ----------------------------------- | ---- |
| 1   | Deutschland             | Annika Eberhardt                   | TSG 1899 Hoffenheim II              | 18   |
| 2   | Deutschland             | Jana Beuschlein                    | TSG 1899 Hoffenheim II              | 15   |
| 3   | Deutschland             | Carolin Schraa                     | 1. FC Köln                          | 14   |
| 4   | Deutschland Deutschland | Rebecca Konhäuser Marleen Schimmer | FSV Hessen Wetzlar TSV Schott Mainz | 13   |